# Ernst Fritz (Politiker)
Ernst Fritz (* 19. September 1945 in Dalaas; † 27. April 2018 ebenda) war ein österreichischer Politiker (ÖVP) und Geschäftsführer. Fritz war von 1997 bis 2004 Abgeordneter zum Vorarlberger Landtag.

## Leben und Wirken
Ernst Fritz wurde am 19. September 1945 als Sohn des Landwirts Edmund Fritz und dessen Frau Maria in Dalaas im Klostertal geboren. Nach dem Besuch der Volksschule in Dalaas und der Unterstufe des Bundesgymnasiums Bludenz absolvierte Fritz von 1961 bis 1963 die Handelsschule in Feldkirch. Anschließend wurde er zunächst kaufmännischer Angestellter einer Steuerberatungskanzlei in Bludenz. Bereits im Jahr 1962 trat Ernst Fritz in die Österreichische Volkspartei ein und wurde Ortsobmann der Jungen Volkspartei Dalaas. Am 1. Mai 1964 wurde er Gemeindesekretär in seiner Heimatgemeinde und 1970 erstmals in die Gemeindevertretung gewählt. Ab 13. Oktober 1971 war er Bürgermeister von Dalaas.
In den Vorarlberger Landtag kam Ernst Fritz erstmals am 9. April 1997 als Nachrückerkandidat des Wahlbezirks Bludenz für den in die Landesregierung berufenen Siegmund Stemer. Auch im 27. Vorarlberger Landtag wurde er wieder als Nachrücker für den Landesrat Stemer angelobt. Mit Ende der Legislaturperiode des 27. Landtags am 4. Oktober 2004 schied auch Ernst Fritz aus dem Landtag aus. Nachdem er 2005 seinem Nachfolger Oswald Wachter bei der Bürgermeisterwahl den Vortritt gelassen hatte, schied er mit Mai 2005 auch aus diesem politischen Amt aus und wurde hauptamtlich Geschäftsführer der Sonnenkopfbahnen.
Ernst Fritz starb am 27. April 2018 in Dalaas. Er war mit einem Alter von 26 Jahren der jüngste Bürgermeister Österreichs, als er sein Amt 1971 antrat. Als er im Jahr 2005 aus dem Bürgermeister-Amt ausschied, war Fritz mit 34 Dienstjahren der dienstälteste Bürgermeister in Vorarlberg. Ernst Fritz war verheiratet und hatte vier Kinder.